# Ulli Lommel
Ulli Lommel (Sulęcin, 21 december 1944 - Stuttgart, 2 december 2017) was een Duits acteur, scenarioschrijver, regisseur, decorateur en production designer.

## Leven en werk

### Acteur
Lommel begon al vroeg te acteren. In 1960 begon hij les te volgen aan de UFA toneelschool in Berlijn. Hij deed ervaring op door in verscheidene toneelstukken te spelen, hij gaf bijvoorbeeld gestalte aan Hamlet in het gelijknamig stuk van Shakespeare. Hij werkte eveneens mee aan enkele langspeelfilms en een aantal televisiefilms en -series. De bekendste was Fanny Hill (1964) van Russ Meyer, een erotische komedie naar de geruchtmakende expliciete erotische gelijknamige roman van John Cleland.
In 1967 trok Lommel naar München, leerde cineasten van de Neuer Deutscher Film kennen en trad toe tot het Antiteater van Rainer Werner Fassbinder. Fassbinder vroeg hem de hoofdrol te spelen in de misdaadfilm Liebe ist kälter als der Tod, zijn debuut uit 1969. Dankzij Lommels status kon hij zijn film gefinancierd krijgen. Tussen 1969 en 1976 ontpopte Lommel zich tot een van de naaste medewerkers van Fassbinder. Hij acteerde in dertien films.
Na zijn tijd bij Fassbinder beperkte Lommel zijn acteren tot zijn eigen films.

### Filmregisseur

#### Debuut
In 1971 debuteerde Lommel als regisseur met de sciencefictionfilm Haytabo waarin Eddie Constantine een biochemicus vertolkt die probeert een door hem ontdekte onsterfelijkheidsformule te vervolledigen. Lommel schreef zelf het scenario en bleef dat doen voor zijn films.

#### Doorbraak
Lommel verwierf heel wat bekendheid met zijn tweede film, het misdaaddrama Die Zärtlichkeit der Wölfe (1973) over Fritz Haarmann, een homoseksuele seriemoordenaar met kannibalistische neigingen (die ook al de inspiratiebron was van M – Eine Stadt sucht einen Mörder (1931) van Fritz Lang. Het gunstig onthaal bij de kritiek (onder meer een nominatie voor de Gouden Beer) bracht Lommel in Parijs waar hij verliefd werd op Anna Karina.
Na twee tussendoortjes gedraaid in 1974 (het misdaaddrama Wachtmeister Rahn en de Tiroler seksfilm Jodeln is ka Sünd) voerde Lommel in het erotisch drama met de veelzeggende titel Der zweite Frühling (1975) Curd Jürgens op als de grijzende voormalige succesvolle auteur en journalist die eindelijk besluit te trouwen ... met een veel jongere vrouw.
Adolf und Marlene (1977) gaf Lommel de gelegenheid te tonen hoe Hitler verliefd wordt op Marlene Dietrich, haar vraagt terug te komen uit Hollywood naar Duitsland en hoe zij hem dan voortdurend uitdaagt en beledigt. In deze hypothetische komedie gaf hij gestalte aan Goebbels. Later kroop Lommel zelf in de huid van Hitler in zijn muzikale sf-komedie Strangers in Paradise (1984).

#### Verenigde Staten

##### Andy Warhol
Omstreeks 1977 vertrok Lommel naar New York. Daar trok hij weldra de aandacht van Andy Warhol die positieve herinneringen had overgehouden aan Die Zärtlichkeit der Wölfe en aan Adolf und Marlene. Met hem draaide Lommel twee films waarin Warhol twee keer zichzelf speelde: het misdaaddrama Cocaine Cowboys (1979) en het muziekdrama Blank Generation 1980).

##### Hollywood
Lommels volgende film, The Boogey Man (1980), een horrorfilm over een boeman, kende onverwachts veel succes. Dat weerhield hem in de Verenigde Staten en hij vestigde zich in Hollywood waar hij onder meer nog twee sequels van The Boogeyman verfilmde. In de jaren tachtig kon Lommel regelmatig een beroep doen op Suzanna Love, zijn nieuwe vrouw, en op min of meer bekende acteurs en actrices in de herfst van hun carrière zoals John Carradine, Tony Curtis, Donald Pleasence, Keir Dullea en Klaus Kinski, Carole Bouquet, Vera Miles, Britt Ekland en Susan Anspach.
Lommel bouwde een heel drukke carrière uit en draaide enkele tientallen thrillers, horror-, misdaad-, actie en sciencefictionfilms.
In de jaren negentig verpakte Lommel zijn aandacht voor de al dan niet mysterieuze overlijdens van Marilyn Monroe en van Grace Kelly in thrillers: Marilyn, My Love (1994) en Star Witness (1995). Even later stelde hij de middellange documentaire  Eva Braun: Her Life with Adolf Hitler (1996) samen waarin hij zich afvroeg, ook aan de hand van stock footage van Braun zelf, hoe een jong meisje als Eva Braun in de ban kon raken van Hitler.

##### Genrecinema
Vanaf de 21e eeuw, in de laatste en heel productieve fase van zijn carrière, concentreerde Lommel zich meer en meer op het maken van genrecinema, vooral tussen 2001 en 2012 (twintig titels). Zijn filmografie van die periode steekt vol exploitatiefilms, lowbudgetfilms, z-films, kopieën of trendvolgers als Zombie Nation, met nogal wat Direct-naar-video-pulp. Opvallend waren vooreerst een hele reeks horrorfilms: titels als Bloodsuckers, Absolute Evil, Diary of a Cannibal, The Tomb en Dungeon Girl liegen er niet om.
Daarnaast maakte hij, dertig jaar na Die Zärtlichkeit der Wölfe over seriemoordenaar Fritz Haarmann, een serie waarheidsgetrouwe nachtmerrieachtige misdaadfilms over beruchte Amerikaanse seriemoordenaars. Zo 'portretteerde' hij Dennis Rader, Gary Ridgway, de Zodiac Killer, Charles Cullen, David Berkowitz en Richard Ramirez. Zodiac Killer (2005) maakte de verbinding tussen werkelijkheid en fictie met een jonge werknemer in een verzorgingstehuis die de Zodiac Killer imiteert. Ook in Black Dahlia (2006), dat voortborduurde op de veel vroeger gepleegde moord op Elizabeth Short is een seriemoordenaar (copycat) aan het werk. In Borderline Cult (2007) bundelen drie seriemoordenaars hun duivelse krachten en in Baseline Killer (2008) waart een seriemoordenaar jaren na de gruwelijke feiten opnieuw rond.
Een enkele keer kwam Lommel voor de dag met een pure komedie (Queen of Rio uit 2018), een muziekfilm (Daniel - Der Zauberer uit 2004) of een puur drama (September Song uit 2001). 

### Privéleven
Lommel trouwde aan het eind van de jaren zestig met de Duitse actrice Katrin Schaake (1931), bekend van enkele vroege Fassbinder-films. In de jaren zeventig ontmoette hij de Deens-Franse actrice Anna Karina, de ex-vrouw van Jean-Luc Godard. Ze leefden drie jaar samen en waren samen in drie films te zien (waaronder Fassbinders Chinesisches Roulette).
In 1978 hertrouwde Lommel met de New Yorkse actrice Suzanna Love (1950) die in tien van zijn films speelde. Het koppel ging uiteen in 1987. In 1988 trouwde Lommel voor de derde keer met de Amerikaanse schrijfster en activiste Cookie Lommel (1970). Ze bleven samen tot 2015. Ten slotte trouwde hij voor de vierde keer met de Duitse actrice Tatjana Paige Müller (1972) die bij hem bleef tot zijn overlijden.
Lommel overleed in 2017 op 72-jarige leeftijd aan een hartinfarct.

## Filmografie

### Acteur (ruime selectie)
- 1962 - Der Marquis von Keith (televisiefilm)
- 1962 - Jedermannstraße 11 - Nachhilfe in Latein (televisieserie
- 1963 - Das große Liebesspiel (Alfred Weidenmann)
- 1964 - Fanny Hill (Russ Meyer)
- 1964 - Legende einer Liebe
- 1966 - Jan Himp und die kleine Brise (televisiefilm)
- 1966 - Jugendprozeß (Peter Hamel) (televisiefilm)
- 1966 - Maigret und sein größter Fall (Alfred Weidenmann)
- 1967 - Der Auswanderer (Edward Rothe) (televisiefilm)
- 1967 - Das Kriminalmuseum - Die Postanweisung (televisieserie)
- 1968 - Detektive (Rudolf Thome)
- 1968 - Final PMP (televisiefilm)
- 1969 - Tonys Freunde (Paul Vasil) (televisiefilm)
- 1969 - Liebe ist kälter als der Tod (Rainer Werner Fassbinder)
- 1969 - Deine Zärtlichkeiten (Peter Schamoni en Herbert Vesely)
- 1970 - Der amerikanische Soldat (Rainer Werner Fassbinder)
- 1970 - Zwei ganze Tage (Marcel Ophüls) (televisiefilm)
- 1971 - Rio das Mortes (Rainer Werner Fassbinder)
- 1971 - Whity (Rainer Werner Fassbinder)
- 1971 - Warnung vor einer heiligen Nutte (Rainer Werner Fassbinder)
- 1971 - Pioniere in Ingolstadt (Rainer Werner Fassbinder)
- 1971 - Die Ahnfrau (Peer Raben) (televisiefilm)
- 1972 - Harlis (Robert van Ackeren)
- 1972 - La mala ordina
- 1972 - Bremer Freiheit (Rainer Werner Fassbinder)
- 1972-1973 - Acht Stunden sind kein Tag (Rainer Werner Fassbinder) (vijfdelige televisieserie)
- 1973 - Welt am Draht (Rainer Werner Fassbinder) (tweedelige televisiefilm)
- 1973 - Chaplins Hut (televisiefilm)
- 1973 - Nora Helmer (Rainer Werner Fassbinder)
- 1974 - Tatort - Der Mann aus Zimmer 22 (televisieserie)
- 1974 - Fontane Effi Briest (Rainer Werner Fassbinder)
- 1976 - Schatten der Engel (Daniel Schmid)
- 1976 - Satansbraten (Rainer Werner Fassbinder)
- 1976 - Chinesisches Roulette (Rainer Werner Fassbinder)
- 1977 - Also es war so
- 1977 - Adolf und Marlene (Ulli Lommel)
- 1978 - Ausgerechnet Bananen  (Ulli Lommel)
- 1980 - Also es war so (Karin Thome) (televisiefilm)
- 1983 - Boogeyman II (Ulli Lommel)
- 1984 - Strangers in Paradise  (Ulli Lommel)
- 1985 - Revenge of the Stolen Stars (Ulli Lommel)
- 1992 - Hors saison (Daniel Schmid)
- 1996 - Every Minute Is Goodbye (Ulli Lommel)
- 1997 - Bloodsuckers (Ulli Lommel)
- 2001 - September Song (Ulli Lommel)
- 2002 - Fassbinder in Hollywood (Robert Fischer) (middellange documentaire)
- 2004 - Daniel - Der Zauberer (Ulli Lommel)
- 2008 - Dungeon Girl (Ulli Lommel)
- 2008 - Son of Sam (Ulli Lommel)
- 2009 - Absolute Evil (Ulli Lommel)
- 2009 - Melancholie der Engel (Marian Dora)
- 2010 - D.C. Sniper (Ulli Lommel)
- 2012 - Behind the Cross
- 2012 - Manson Family Cult (Ulli Lommel)
- 2015 - Altes Geld (televisieserie)
- 2018 - Genus X (Ulli Lommel)

### Regisseur
- 1971 - Haytabo
- 1973 - Die Zärtlichkeit der Wölfe
- 1974 - Wachtmeister Rahn
- 1974 - Jodeln is ka Sünd
- 1975 - Der zweite Frühling
- 1977 - Adolf und Marlene
- 1978 - Ausgerechnet Bananen
- 1979 - Cocaine Cowboys
- 1980 - Blank Generation
- 1980 - The Boogey Man
- 1983 - Olivia - Im Blutrausch des Wahnsinns
- 1983 - Boogeyman II
- 1983 - Brainwaves
- 1983 - The Devonsville Terror
- 1984 - Strangers in Paradise
- 1985 - Revenge of the Stolen Stars
- 1986 - Overkill
- 1987 - I.F.O. - Air Racing
- 1987 - Heaven and Earth
- 1989 - War Birds
- 1989 - Cold Heat
- 1991 - A Smile in the Dark
- 1991 - Zwischenstation (ook acteur)
- 1991 - The Big Sweat
- 1992 - Sex Crimes (samen met Gregory Alosio)
- 1994 - Marilyn, My Love
- 1994 - Return Of The Boogeyman
- 1995 - Star Witness
- 1996 - Every Minute Is Goodbye
- 1996 -  Eva Braun: Her Life with Adolf Hitler
- 1996 - Lethal Orbit
- 1997 - Alien X Factor
- 1997 - Bloodsuckers
- 2000 - Danny and Max
- 2001 - September Song
- 2004 - Daniel - Der Zauberer
- 2005 - Zodiac Killer
- 2005 - Zombie Nation
- 2005 - B.T.K. Killer (over Dennis Rader)
- 2005 - Green River Killer (over Gary Ridgway)
- 2005 - Killer Pickton
- 2006 - Diary of a Cannibal
- 2006 - Black Dahlia
- 2006 - The Raven
- 2007 - Diary of a Cannibal
- 2007 - Curse of the Zodiac (over de Zodiac Killer)
- 2007 - The Tomb
- 2007 - Borderline Cult
- 2008 - Dungeon Girl
- 2008 - Killer Nurse (over Charles Cullen)
- 2008 - Baseline Killer
- 2008 - Son of Sam (over David Berkowitz)
- 2009 - Nightstalker (over Richard Ramirez)
- 2009 - Absolute Evil
- 2010 - D.C. Sniper
- 2012 - Manson Family Cult
- 2012 - Sunset Blvd.
- 2015 - Mondo Americana
- 2018 - America Land of the Freeks
- 2018 - Factory Cowboys: Working with Warhol
- 2018 - Queen of Rio
- 2018 - Genus X

## Hoorspelen
- 1971: Rainer Werner Fassbinder naar Johann Wolfgang von Goethe: Iphigenie auf Tauris (Pylades) – Regie: Rainer Werner Fassbinder (hoorspel – WDR)
- 2013: E. M. Cioran: Vom Nachteil, geboren zu sein – Regie: Kai Grehn (hoorspel – SWR)

## Publicatie
- Ulli Lommel: Factory Made - Working with Warhol, Belleville Publishing, 2015 (biografie)

- Bibsys: 5072557
- Biblioteca Nacional de España: XX1545493
- Bibliothèque nationale de France: cb142001997 (data)
- Gemeinsame Normdatei: 136906087
- International Standard Name Identifier: 0000 0001 2363 8814
- Library of Congress Control Number: nr97034725
- Nationale Bibliotheek van Israël: 987007352158705171
- Nederlandse Thesaurus van Auteursnamen: 117350397
- SNAC: w6bx141q
- Système universitaire de documentation: 097537616
- Virtual International Authority File: 10059455
- WorldCat: E39PBJbxHDht98GJ3DQJrQhrbd